# Jonathan Burkardt
Jonathan Michael Burkardt, född 11 juli 2000, är en tysk fotbollsspelare som spelar för Mainz 05.

## Klubbkarriär
Burkardt gick från Darmstadt 98 till ungdomsakademin i Mainz 05 2014 och spelade därefter för Mainz i U17- och U19-Bundesliga. I juni 2018 skrev han som 17-åring på sitt första proffskontrakt med klubben; ett kontrakt fram till 2020. Burkardt gjorde sin debut i Bundesliga den 15 september 2018 i en 2–1-hemmaseger över Augsburg. Han spelade fyra Bundesliga-matcher under säsongen 2018/2019 samt två matcher för reservlaget i Regionalliga Südwest.
Säsongen 2020/2021 spelade Burkardt i 29 av 34 Bundesliga-matcher och gjorde två mål, varav ett var öppningsmålet i Mainz 2–1-seger över Bayern München. I juni 2021 förlängde han sitt kontrakt i Mainz fram till 2024. I januari 2024 förlängde Burkardt sitt kontrakt fram till 2027.

## Landslagskarriär
Burkardt har representerat samtliga tyska ungdomslandslag sedan U15-landslaget. Han var en del av Tysklands U21-landslag som vann U21-EM 2021.
I oktober 2024 blev Burkardt i Tysklands A-landslag som ersättare till Kai Havertz till Uefa Nations League-matcher mot Bosnien och Hercegovina och Nederländerna. Han gjorde sin debut den 11 oktober 2024 i en 2–1-vinst över Bosnien och Hercegovina.

## Meriter
Tyskland U21
- U21-Europamästerskapet: 2021